# São Clemente (Loulé)
São Clemente es una freguesia portuguesa del concelho de Loulé, con 47,42 km² de superficie y 14.406 habitantes (2001). Su densidad de población es de 303,8 hab/km².

## Galería

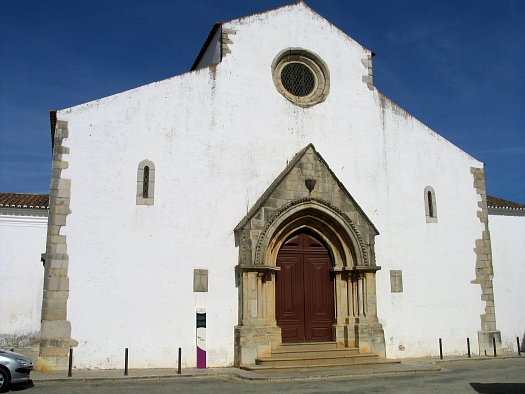
Iglesia Matriz de Loulé